# Politiezone Zennevallei
De PZ Zennevallei of Politiezone Zennevallei (zonenummer 5905) is een Belgische politiezone gelegen in de provincie Vlaams-Brabant, die bestaat uit Halle, Sint-Pieters-Leeuw en Beersel en dit vanaf 1 januari 2016. De politiezone kwam tot stand door vrijwillige fusie van de PZ Beersel (5404), PZ Halle (5413) en PZ Sint-Pieters-Leeuw (5414).

## Organisatie
De zone staat onder leiding van korpschef Mark Crispel. Het korps telt ongeveer 160 operationele medewerkers en ongeveer 50 statutaire of contractuele logistieke en administratieve medewerkers (situatie op 31 december 2020). Het korps is hiermee het op een na grootste korps van Vlaams-Brabant.